# چاتال‌چشمه (دمیراوزو)
چاتال‌چشمه {{ترکی|Çatalçeşme) (به کردی: Xinzeverek) (به ارمنی: Խնձավերակ) یک منطقهٔ مسکونی در ترکیه است که در دمیراوزو واقع شده‌است. چاتال‌چشمه ۱۸۸ نفر جمعیت دارد.